# Petit Morin
Petit Morin – rzeka we Francji, przepływająca przez tereny departamentów Marna, Aisne oraz Sekwana i Marna, o długości 86 km. Stanowi dopływ rzeki Marna.